# 斯文·科利安德
斯文·科利安德（瑞典語：Sven Colliander，1890年5月23日—1961年9月16日），瑞典男子马术运动员。他曾代表瑞典参加1928年和1936年夏季奥林匹克运动会马术比赛，其中1936年奥运会获得一枚铜牌。